# Curgies
Curgies és un municipi francès, situat a la regió dels Alts de França, al departament del Nord. L'any 2006 tenia 1.161 habitants. Limita al nord amb Estreux, al nord-est amb Sebourg, al sud-est amb Jenlain, al sud amb Villers-Pol, al sud-oest amb Préseau i a l'oest amb Saultain.

## Demografia
| 1962                                       | 1968 | 1975 | 1982  | 1990  | 1999  | 2006  |
| ------------------------------------------ | ---- | ---- | ----- | ----- | ----- | ----- |
| 907                                        | 901  | 945  | 1.012 | 1.163 | 1.192 | 1.161 |
| Des de 1962: població sense dobles comptes |      |      |       |       |       |       |

## Administració
| Període   | Identitat         | Partit |
| --------- | ----------------- | ------ |
| 1935-1953 | Lucien Dime       |        |
| 1953-1959 | Fernand Deschamps |        |
| 1959-1971 | Lucien Copin      |        |
| 1971-1977 | Daniel Cornette   |        |
| 1977-1983 | Clément Morel     |        |
| 1983-     | Jean Richard      | UMP    |